# Виктор Серж
Виктор Серж (фр. Victor Serge; Брисел, 30. октобар 1890 — Мексико Сити, 17. новембар 1947), право име Виктор Љвович Кибалчич (ру. Ви́ктор Льво́вич Киба́льчич) је био руски револуционар, писац и новинар. У својој раној фази је био анархиста, да би се након Октобарске револуције придружио бољшевицима. Током 1928. бива избачен из партије а 1936. одлази из Совјетског Савеза. Аутор је више књижевних дела.

## Биографија

### Рани период
Потиче из породице руских политичких емиграната настањених у Бриселу, где се и родио. Његов отац је био члан руске револуционарне организације Земља и воља, из које је касније након поделе настала организација Народна воља која је извршила атентат на цара Александра II Романова. Његов рођак Николај Кибалчич је направио експлозивну направу којом је извршен атентат на цара. Током свог детињства у Бриселу, Виктор Кибалчич је живео у материјалној оскудици, а његов рођени брат је као дечак умро услед неухрањености.
Од 1906. постаје активан у анархистичким круговима, прво у Бриселу а затим и у Француској, где је заједно са својом партнерком Рирет Метрежан био уредник анархистичког часописа l'Anarchie. Током 1912. он и његова партнерка бивају ухапшени након што су доведени у везу са Бонетовом бандом која је изводила пљачке банака и богатих. Виктор Кибалчич није директно учествовао у њиховим пљачкама, међутим на кратко је пружао уточиште двојици чланова банде, оправдавао је њихове активности у свом часопису, и одбио је да сарађује са полицијом током вођења истраге. Током 1913. већина припадника групе је осуђена на смрт, а Виктор Кибалчич бива осуђен на пет година затвора, док је Рирет Метрежан ослобођена кривице. Док је био у затвору, Рирет Метрижан склапа брак са Виктором Кибалчичем како би могла да га посећује.

### Бољшевички период
Из затвора излази 1917. након чега прелази у Шпанију у којој учествује у устанку анархосиндикалиста, а овде и први пут користи свој псеудоним Виктор Серж, под којим ће касније постати познат.
Након избијања Октобарске револуције 1917. покушава да пређе у Русију како би се прикључио бољшевицима, међутим бива ухапшен у Француској и интерниран у логор, и у логору остаје све до интервенције Данског црвеног крста који организује размену ухапшених симпатизера бољшевика за ухапшене антикомунисте у Русији.
У Русију долази 1919. где ради као уредник Коминтерниног гласила и постаје члан Комунистичке партије Совјетског Савеза.
У периоду 1923. и 1926. као агент коминтерне борави у Берлину и Бечу где одржава блиске контакте са локалним комунистичким партијама. Током 1927. критикује политику СССР-а према Чанг Кај Шеку, и говори похвално о Мао Цедунгу.

### Лева опозиција
Постаје критичан према развоју догађаја у СССР-у и придружује се левој опозицији, на челу са Лавом Троцким, међутим сам Серж није био његов политички следбеник. Након пораза леве опозиције 1928. бива на кратко ухапшен, и искључен је из Комунистичке партије. У овом периоду пише три романа ("Човек у затвору", "Рађање наше моћи" и "Освојени град") и једно историјско дело ("Година прва Руске револуције"). Његови романи из овог периода су објављени у Француској, а у Совјетском Савезу су тек 1989. године.
Током 1933. бива поново ухапшен и депортован у Оренбург у Централној Азији, да би му током 1936. било дозвољено да напусти Совјетски Савез, након притисака француских књижевника Ромена Ролана и Андреа Жида.

### Живот у егзилу
Након Совјетског Савеза на кратко живи у Бриселу, а затим прелази у Париз.
У емиграцији се повезује са антистаљинистичким комунистичким круговима. Током Шпанског грађанског рата подржава Радничку партију марксистичког јединства (ПОУМ).
Након инвазије Немачке на Француску у Другом светском рату 1940. године, бежи из Француске и склања се у Мексико, где остаје све до своје смрти.
Умире у Мексико Ситију 1947. године, након срчаног удара.
Његова аутобиографија "Мемоари револуционара" је објављена постхумно. Његова два романа "Случај друга Тулајева" и "Незахвалне године" су написана у Мексику, и аутор није очекивао њихово објављивање током свог живота. Ови романи су такође објављени постхумно.

## Породица и порекло
Породица Кибалчич по мушкој линији води порекло од досељеника из Србије, који су се током Велике сеобе Срба населили на подручју данашње Украјине. Неки  извори наводе Николаја Кибалчича као стрица Виктора Сержа, међутим други, укључујући и самог Виктора Сержа, наводе да је Николај даљи рођак његовог оца. Николај Кибалчич је био пионир ракетне технологије, и један је од главних учесника атентата на руског цара Александра II Романова. По презимену његове породице је назван Месечев кратер Кибалчич.
Син Виктора Сержа је био Владимир Викторович Кибалчич, познати мексички сликар.

## Дела
- Човек у затвору (1930)
- Година прва Руске револуције (1930)
- Рађање наше моћи (1931)
- Освојени град (1932)
- Поноћ у веку (1939)
- Случај друга Тулајева (1948)
- Мемоари револуционара (1951)
- Неопростиве године (1971)